# Pasithea (Nereide)
Die Nereïde Pasithea (altgriechisch Πασιθέα) ist eine Gestalt der griechischen Mythologie, die als eine der 50 Töchter des Meeresgottes Nereus und der Okeanide Doris gilt. Ihr Name setzt sich aus den griechischen Elementen „pasi-“ (all, ganz) und „-thea“ (Göttin) zusammen, was als „All-Göttin“ oder „die ganz Göttliche“ übersetzt werden kann. Obwohl Pasithea in Hesiods Theogonie erwähnt wird, taucht sie in anderen bekannten Nereïdenkatalogen nicht auf, was auf eine geringere Bekanntheit im Vergleich zu einigen ihrer Schwestern hindeuten könnte. Als Nereïde wäre Pasithea mit dem Meer und seinen verschiedenen Aspekten verbunden gewesen, jedoch gibt es keine spezifischen Mythen oder Legenden, die sich ausschließlich um sie drehen.

## Etymologie und Wortbedeutung
Pasithea, eine der Nereïden in der griechischen Mythologie, trägt einen Namen mit interessanter etymologischer Herkunft und Bedeutung. Der Name „Pasithea“ (altgriechisch Πασιθέα)  setzt sich aus zwei Elementen zusammen: „pasi-“ und „-thea“. Das erste Element „pasi-“ leitet sich vom griechischen Wort πᾶς (pas) ab, welches „all, ganz, jeder“ bedeutet. In Komposita wie dem vorliegenden Namen nimmt es häufig die Form „pasi-“ an. Das zweite Element „-thea“ geht auf das griechische Wort θεά (thea) zurück, was „Göttin“ bedeutet. Es ist die weibliche Form von θεός (theos), „Gott“. Zusammengesetzt ergibt sich für „Pasithea“ somit eine wörtliche Bedeutung im Sinne von „All-Göttin“ oder „Ganz-Göttin“. Alternativ lässt sich der Name auch als „die ganz Göttliche“ oder „die Allgöttliche“ übersetzen.
Diese Namensbildung mit dem Element „pasi-“ findet sich auch bei anderen griechischen Namen, wie beispielsweise Pasiphae oder Pasikrata, wo es ebenfalls die Bedeutung von „all-“ oder „ganz-“ beisteuert. Die Verwendung des Elementes „-thea“ zur Bildung weiblicher Namen ist in der griechischen Namensgebung ebenfalls nicht ungewöhnlich. Es findet sich beispielsweise auch in Namen wie Dorothea („Geschenk der Göttin“) oder Althea („die Heilende“).
Im Kontext der Nereïden, zu denen Pasithea gezählt wird, fügt sich ihr Name gut in die Namensgebung dieser Meeresgöttinnen ein. Viele Nereïden tragen Namen, die Aspekte des Meeres oder göttliche Attribute widerspiegeln.

## Mythologische Überlieferung

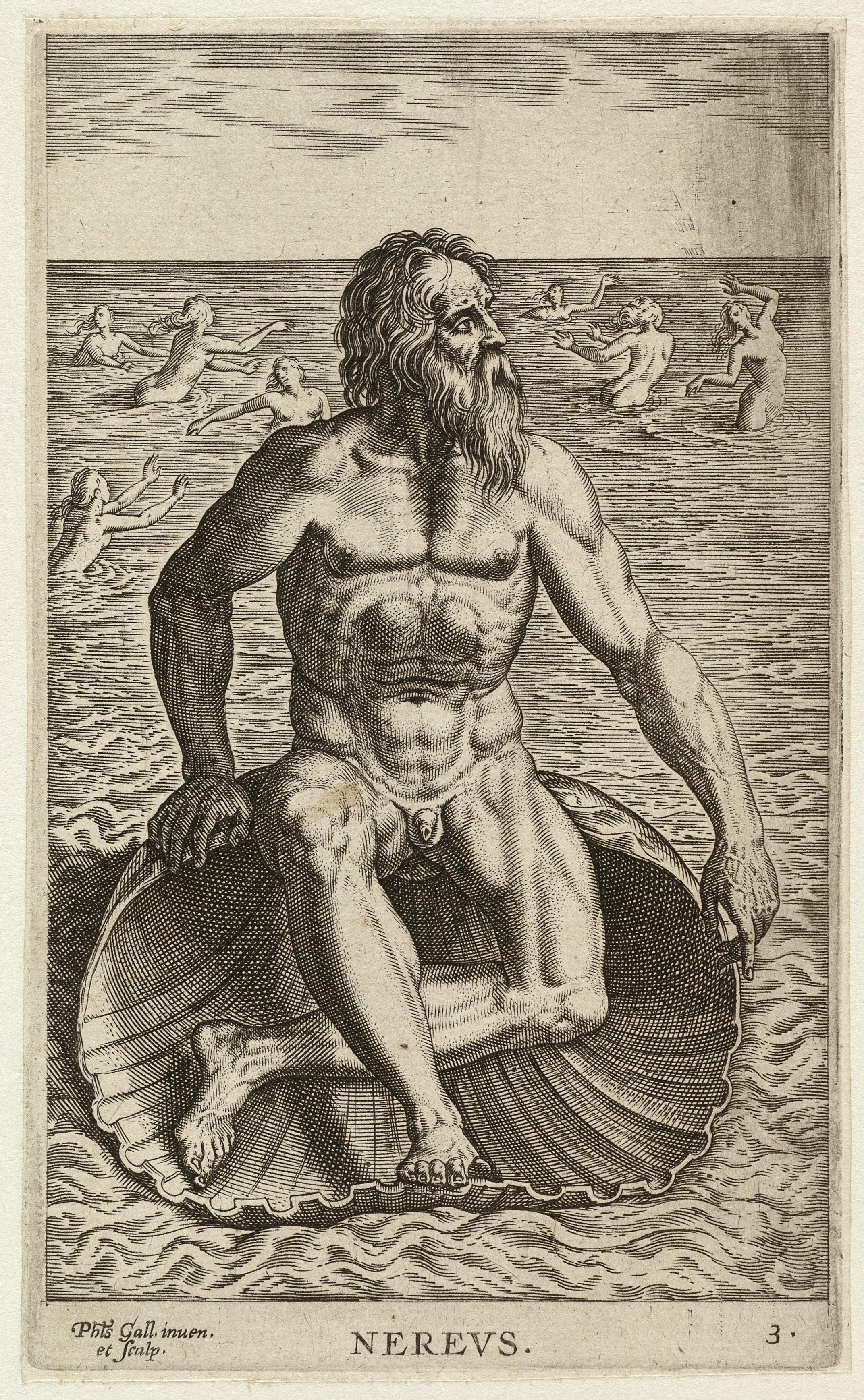
Nereus mit einigen seiner Töchter, den Nereïden, im Hintergrund

Pasithea wird in verschiedenen antiken Quellen erwähnt, wobei ihre Rolle und Bedeutung in den überlieferten Mythen eher begrenzt ist. Als Tochter des Meeresgottes Nereus und der Okeanide Doris gehört sie zu den 50 Nereïden, die in Hesiods Theogonie aufgelistet werden. Darin erscheint Pasithea in einer langen Aufzählung der Nereïden, wo sie neben ihren Schwestern wie Ploto, Eukrante, Sao und anderen genannt wird. Diese Erwähnung bei Hesiod ist eine der wenigen gesicherten Überlieferungen zu Pasithea als Nereïde.
Pasithea taucht in anderen bekannten Nereïdenkatalogen nicht auf. Weder Homer in seiner Ilias noch die Bibliotheke des Apollodor oder Hyginus Mythographus erwähnen sie in ihren Auflistungen der Nereïden.
Als Nereïde wäre Pasithea, wie ihre Schwestern, mit dem Meer und seinen verschiedenen Aspekten verbunden gewesen. Die Nereïden galten in der griechischen Mythologie als Schutzgöttinnen der Seefahrer und wurden oft als hilfreich für Schiffbrüchige dargestellt. Sie wurden als in Meereshöhlen lebend vorgestellt und galten als Begleiterinnen des Meeresgottes Poseidon.
In der mythologischen Überlieferung gibt es keine spezifischen Geschichten oder Legenden, die sich ausschließlich um Pasithea als Nereïde drehen. Ihre Rolle bleibt weitgehend auf ihre Zugehörigkeit zu dieser Gruppe von Meeresgöttinnen beschränkt.

## Darstellungen in der antiken Kunst
Die Darstellung der Nereïde Pasithea in der antiken Kunst ist nur spärlich überliefert. Ein bedeutendes Zeugnis findet sich auf einer Kylix aus Kameiros, die sich heute im British Museum befindet. Auf diesem Gefäß ist eine Szene abgebildet, die die Überwältigung der Thetis durch Peleus zeigt. Unter den dargestellten Nereïden, die die Nachricht zu Nereus bringen, findet sich auch Pasithea. Allerdings ist von ihrer Namensbeischrift nur der Teil θέα erhalten, sodass die Identifizierung als Pasithea auf einer Ergänzung basiert. Diese Darstellung reiht sich ein in die typische Ikonografie der Nereïden in der griechischen Vasenmalerei. Nereïden wurden häufig als Begleiterinnen in Szenen dargestellt, die mit dem Meer oder anderen Meeresgottheiten in Verbindung stehen. Dabei erscheinen sie oft in Gruppen, was ihre kollektive Natur als Meernymphen unterstreicht.
In der Vasenmalerei wurden Nereïden wie Pasithea üblicherweise als junge, schöne Frauen dargestellt, oft nur teilweise bekleidet oder nackt. Sie konnten sowohl schwimmend als auch auf Meerestieren reitend abgebildet werden. Typische Attribute waren Delfine, Hippokampen (Seepferde) oder andere Meereskreaturen. Es ist anzumerken, dass individuelle Nereïden wie Pasithea in der Kunst selten namentlich identifiziert werden können, es sei denn, es sind Beischriften vorhanden. Die meisten Darstellungen von Nereïden bleiben anonym und repräsentieren eher die Gruppe als Ganzes als spezifische mythologische Figuren.

## Verwechslungsgefahr mit der Charis Pasithea
Die Verwechslungsgefahr zwischen der Nereïde Pasithea und der gleichnamigen Charis ist in der griechischen Mythologie ein bemerkenswertes Phänomen. Obwohl es sich um zwei distinkte mythologische Figuren handelt, führt die Namensgleichheit häufig zu Verwirrung und Fehlinterpretationen.
Die Nereïde Pasithea wird in Hesiods Theogonie als eine der 50 Töchter des Meeresgottes Nereus und der Okeanide Doris aufgeführt. Sie gehört damit zu den Meernymphen, die das vielfältige Leben des Meeres verkörpern. Interessanterweise findet sich ihr Name weder in den homerischen Epen noch in späteren Nereïdenkatalogen wie jenen des Apollodor oder des Hyginus Mythographus.
Im Gegensatz dazu ist die Charis Pasithea eine der Grazien, die als Töchter des Zeus und der Eurynome gelten. In der Ilias des Homer wird sie als potenzielle Braut des Schlafgottes Hypnos erwähnt, die ihm von Hera versprochen wird. Diese Verbindung zwischen Pasithea und dem Schlaf findet sich auch in späteren Quellen wie bei Catull und in der Anthologia Palatina.
Die Verwechslung beider Figuren wird durch die spärliche Überlieferung zur Nereïde Pasithea begünstigt. Während die Charis Pasithea in verschiedenen literarischen Werken auftaucht und eine klare Rolle in der Mythologie einnimmt, bleibt die Nereïde Pasithea weitgehend im Hintergrund. Ihre einzige gesicherte Erwähnung in der antiken Literatur findet sich bei Hesiod.
In der bildenden Kunst der Antike lässt sich die Darstellung der Nereïde Pasithea nur schwer von anderen Nereïden unterscheiden. Eine mögliche Abbildung findet sich auf einer Kylix aus Kameiros, wo der Name teilweise erhalten ist. Die Charis Pasithea hingegen wird oft im Kontext der Grazien oder in Verbindung mit Hypnos dargestellt.
Die Namensgleichheit führt in der Forschung immer wieder zu Diskussionen über die mögliche Identität oder Verwandtschaft beider Figuren. Einige Gelehrte spekulieren über eine ursprüngliche Einheit, die sich im Laufe der mythologischen Entwicklung in zwei separate Gestalten aufgespalten haben könnte. Andere betonen die Unterschiedlichkeit der beiden und warnen vor voreiligen Schlüssen aufgrund der Namensgleichheit.
In der modernen Rezeption der griechischen Mythologie wird die Verwechslung oft perpetuiert, indem Eigenschaften der Charis Pasithea fälschlicherweise auf die Nereïde übertragen werden oder umgekehrt. Dies zeigt sich besonders in populärwissenschaftlichen Darstellungen und künstlerischen Adaptionen, wo die Grenzen zwischen beiden Figuren häufig verschwimmen.